# Иллорсуит
Иллорсуит (гренл. Illorsuit), устаревшее название Игдлорссуит (гренл. Igdlorssuit) — посёлок на острове Убекент-Айланн, в гренландской коммуне Каасуитсуп.
Численность населения, по данным Банка статистики, в 2014 году составила 77 человек.

## География
Посёлок расположен на северо-восточном берегу острова Убекент-Айланн, к северо-западу от острова Уумманнак, в устье фьорда Уумманнак.

## Транспорт
Посёлок обслуживается вертолётами компании Air Greenland в рамках государственного контракта.

## Экономика
Основным видом деятельности местных жителей является добыча палтуса и охота на тюленей и моржей.

## Известные уроженцы
- Ларс-Эмиль Йохансен — второй премьер-министр Гренландии в период с 1991 по 1997 год.